# Port lotniczy Virac
Port lotniczy Virac (IATA: VRC, ICAO: RPUV) – port lotniczy zlokalizowany w mieście Virac, na wyspie Catanduanes na Filipinach.

## Linie lotnicze i połączenia
| Linia Lotnicza | Kierunek  |
| -------------- | --------- |
| Cebu Pacific   | 1. Manila |